# András Sike
András Sike (n. 18 iulie 1965, Eger, Heves, Ungaria) este un luptător maghiar, medaliat olimpic. A participat la 2 ediții ale Jocurilor Olimpice (1988, 1992) în care a câștigat o medalie de aur.